# Cristo e l'adultera (Mattia Preti)
Cristo e l'adultera è un dipinto a olio su tela di Mattia Preti. È conservato presso la Galleria Regionale del Palazzo Abatellis di Palermo. Proviene dalla certosa di San Martino di Napoli come dono del re Francesco I delle Due Sicilie.

## Storia
Assieme a un altro dipinto di Preti che raffigura Cristo con una donna (Cristo e la Cananea), si trovava nella certosa di San Martino a Napoli, ma nel 1806 le due tele si divisero, dato che il quadro con l'adultera venne acquisito dal Real Museo Borbonico, mentre quello sulla donna di Canaan passò alla chiesa del monastero di Sant'Eframo Nuovo. Nel 1828, le due opere, assieme ad altre trentotto, vennero donate dal re Francesco I al Museo della Regia Università degli Studi di Palermo, per poi finire alla galleria di Palazzo Abatellis.

## Descrizione
L'opera raffigura il momento nel quale Gesù convince un'adultera che stava per essere lapidata a pentirsi dei propri peccati. Accanto alla donna dalle mani legate si trovano due figure maschili, una di spalle dietro di lei e una barbuta al suo fianco. Questa e altre tele dipinte dall'artista intorno alla metà del diciassettesimo secolo risentono dell'influenza del pittore emiliano Giovanni Francesco Barbieri, più noto come Guercino, soprattutto per la pennellata fluida. Mattia Preti realizzò anche un'altra opera basata su questo episodio biblico, conservata alla galleria Spada di Roma.